# Казахта
Казахта (осет. Хъазахтæ) — покинутое село в Ирафском районе республики Северная Осетия — Алания. Входит в состав Махческого сельского поселения. Фактически урочище.

## География
Село расположено в Дигорском ущелье, между сёлами Фараскат и Ханаз.

## История
Селение рода Казаховых; собственно название происходит от фамильного имени (мыггаг) Хъазахтæ.

## Население
| 2002 | 2010 | 2021 |
| ---- | ---- | ---- |
| 0    | →0   | →0   |

## Транспорт
Относится к местностям с низкой транспортной освоенностью и ограниченными сроками транспортной доступности (Закон Республики Северная Осетия-Алания от 21.01.1999 № 3-з «О труднодоступных и отдаленных местностях Республики Северная Осетия-Алания»).